# Födelsedagspresenten
Födelsedagspresenten är en svensk film från 1914 i regi av Axel Breidahl. 

## Om filmen
Filmen premiärvisades 15 maj 1914 på Verdensspeilet i Kristiania. Filmen spelades in vid Svenska Biografteaterns ateljé på Lidingö av Henrik Jaenzon. Filmen blev vid granskningen totalförbjuden i Sverige, eftersom den ansågs vara förråande.

## Rollista
- Axel Breidahl – Herr Axel
- Karin Alexandersson
- Stina Berg
- Georg Grönroos
- Lili Ziedner